# Stazione di Torre de’ Picenardi
Stazione di Torre de' Picenardi vasútállomás Olaszországban, Lombardia régióban, Torre de’ Picenardi településen.

## Vasútvonalak
Az állomást az alábbi vasútvonalak érintik:
- Pavia–Mantua-vasútvonal

## Kapcsolódó állomások
A vasútállomáshoz az alábbi állomások vannak a legközelebb:
- Stazione di Piadena
- Stazione di Gazzo-Pieve San Giacomo